# Toño de la Cruz
Jesús Antonio de la Cruz Gallego (León, 7 de mayo de 1947) es un exfutbolista español de los años 1970 que destacó como defensa, especialmente en el F. C. Barcelona, club en el que fue titular indiscutible durante siete temporadas, entre 1972 y 1979. 
Entre 1972 y 1978 fue convocado en diversas ocasiones por la Selección española, pero tan solo jugó seis partidos.
A su retirada como jugador, en 1980, obtuvo el título de entrenador. Durante diversos años formó parte del cuadro técnico de F. C. Barcelona, entrenando a diversos equipos de las categorías inferiores. Dirigió al FC Barcelona Amateur —posteriormente renombrado Barcelona C— entre 1989 y 1996, con excepción de la temporada 1990/91.
En la temporada 2002-2003 formó parte del equipo técnico de Louis van Gaal, en el primer equipo del club. Ante la destitución de Louis van Gaal, el 28 de enero de 2003, fue durante unos días el máximo responsable del primer equipo, y el entrenador en un partido de liga frente al Atlético de Madrid hasta que el club fichó a Radomir Antić para asumir el cargo de entrenador.

## Equipos como jugador
- Atlético de León
- Júpiter Leonés
- Europa Delicias
- Real Valladolid: 1966-1970.
- Granada CF: 1970-1972.
- F. C. Barcelona: 1972-1980.

## Equipos como entrenador
- Centre d'Esports Sabadell: 1987-1989.
- Fútbol Club Barcelona C: 1989-1990; 1991-1996.
- Fútbol Club Barcelona: 2002-2003.

## Títulos
- Recopa de Europa: 1979, con el F. C. Barcelona.
- Liga española de fútbol: 1974, con el F. C. Barcelona.
- Copa del Rey: 1978, con el F. C. Barcelona.